# Traditionsprincipen
Traditionsprincipen, är en princip som tillämpas vid till exempel köp eller pantsättning av fysiskt objekt. Redan avtalet om köp eller pantsättning grundar rättigheter och skyldigheter mellan avtalsparterna.
För att köpet eller pantsättningen ska skyddas sakrättsligt måste föremålet överlämnas och mottas av köparen eller panthavaren.
Detta betecknas att föremålet traderas eller att tradition har skett. Genom traditionen skyddas köparen mot säljarens borgenärer eller panthavaren mot pantsättarens borgenärer.
Köp som sker utan tradition (när egendomen förblir hos säljaren) kan i vissa fall bli giltiga mot säljarens borgenärer. Dessa fall regleras i Sverige i lagen (1845:50 s.1) om handel med lösören, som köparen låter i säljarens vård kvarbliva eller när det gäller konsumentköp i konsumentköplagen.
Den 14 mars 2013 tillsatte regeringen en utredning angående traditionsprincipens eventuella avskaffande till förmån för avtalsprincipen. Utredningen har nu kommit fram till att Sverige bör övergå från traditionsprincipen till avtalsprincipen.